# 日贝库尔
日贝库尔（法語：Gibercourt，法語發音：[ʒibɛʁkuʁ]）是法国上法蘭西大區埃纳省的一个市镇，属于圣康坦区。

## 地理
日贝库尔（49°44'12"N, 3°17'5"E）面积2.69 平方千米，位于法国上法蘭西大區埃纳省，该省份为法国北部内陆省份，北起北部省，西接索姆省和瓦兹省，东临阿登省和马恩省，西南至塞纳-马恩省，东北部与比利时接壤。
与日贝库尔接壤的市镇（或旧市镇、城区）包括：大埃西尼、伊纳库尔、利方丹、蒙泰斯库尔-利泽罗勒、勒米尼。

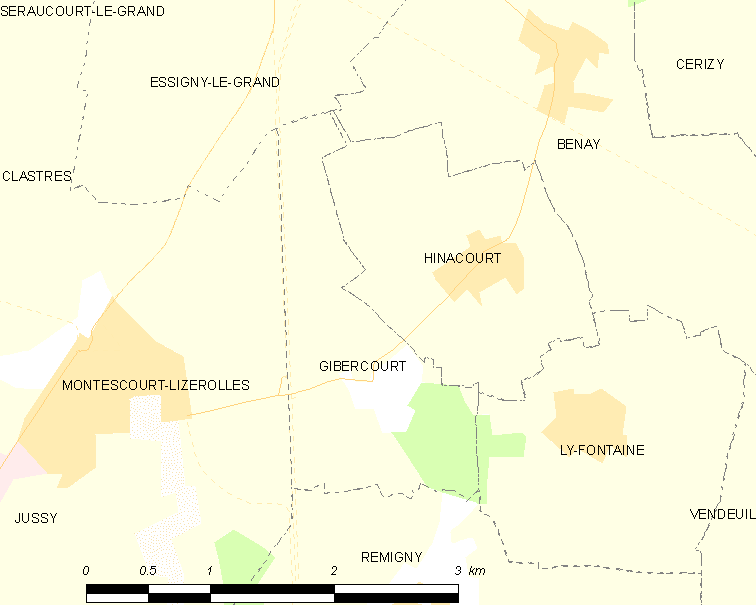
日贝库尔的OSM定位图

日贝库尔的时区为UTC+01:00、UTC+02:00（夏令时）。

## 行政
日贝库尔的邮政编码为02440，INSEE市镇编码为02345。

## 政治
日贝库尔所属的省级选区为里布蒙县。

## 人口

1962-2008年间日贝库尔人口变化图示

日贝库尔于2022年1月1日时的人口数量为37人。